# Елеонор Паркер
Елеонор Джин Паркер (англ. Eleanor Jean Parker, 26 червня 1922 — 9 грудня 2013) — американська актриса.
Її таланти в акторському мистецтві призвели до трьох номінацій на премію «Оскар» за вражаючі ролі в фільмах «У клітці» (1950), «Детективна історія» (1951) і «Перервана мелодія» (1955). Особливо славетна була її роль у фільмі «У клітці», яка принесла їй Кубок Вольпі за найкращу жіночу роль.
Елеонор Паркер отримала визнання завдяки своїм вражаючим виступам у таких фільмах, як «Людська неволя» (1946), «Скарамуш» (1952), «Оголені джунглі» (1954), «Людина із золотою рукою» (1955), «Дірка в голові» (1959), «Звуки музики» (1965), «Оскар» (1966).

## Ранні роки
Елеонор Джин Паркер народилася 26 червня 1922 року в Седервіллі, штат Огайо, в сім'ї Лоли і Лестера Дея Паркера. Переїхала з родиною до Іст-Клівленда, штат Огайо, де закінчила середню школу Шоу.
«З тих пір, як себе пам'ятаю, я хотіла лише діяти», — сказала вона. «Але я не просто мріяла про це. Я над цим працювала».
Елеонор Паркер брала участь в різних шкільних виставах. Після закінчення школи поїхала в Мартас-Він'ярд, щоб працювати над акторською грою. Коли вона працювала офіціанткою, їй запропонували 20th Century Fox знятися на екрані, але вона відмовилася. Бажаючи зосередитися на фільмах, Елеонор переїхала до Каліфорнії та почала виступати в Pasadena Playhouse.

## Кар'єра

### Warner Bros

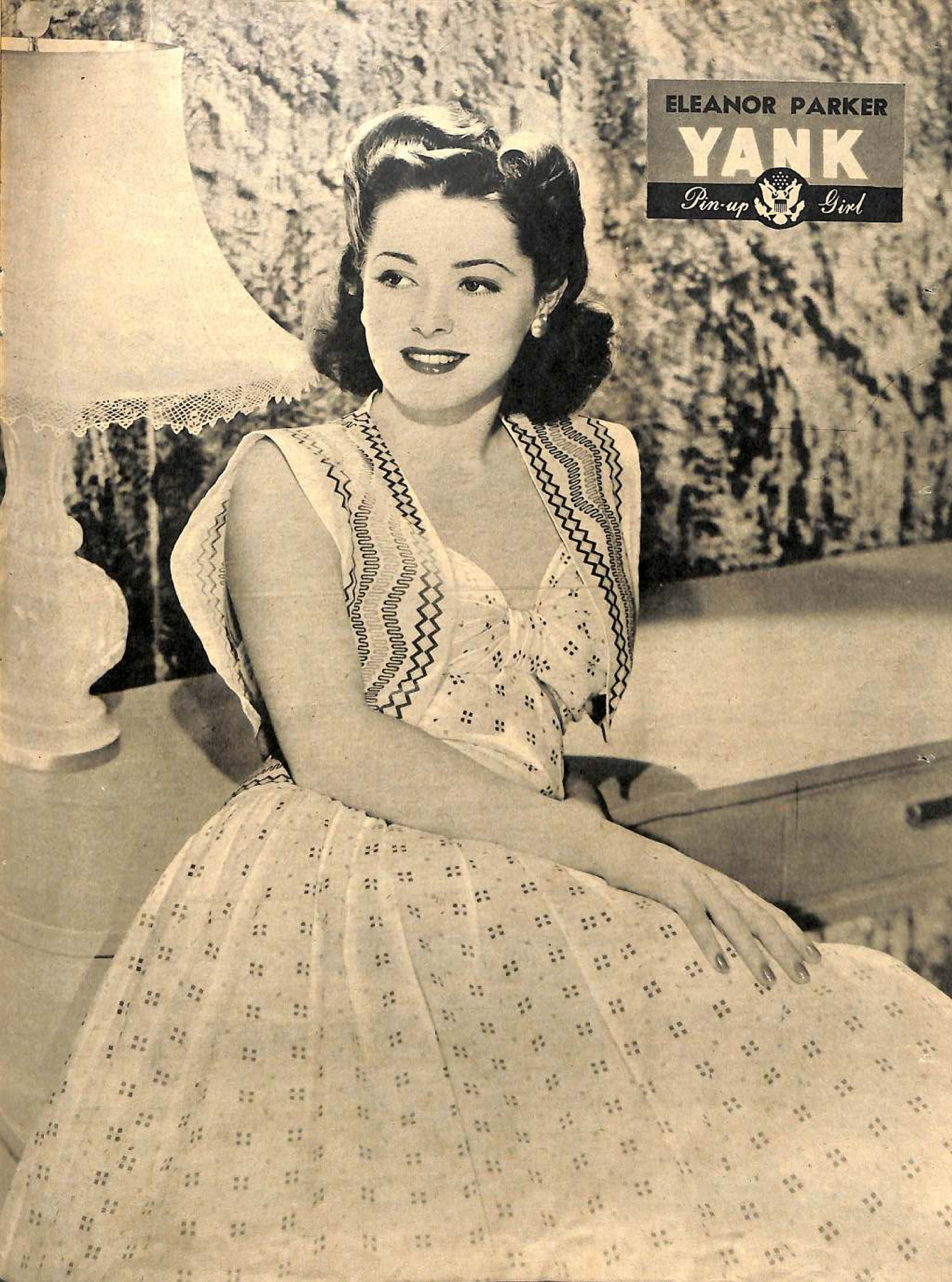
Паркер описаний у публікації Другої світової війни, Yank, the Army Weekly, (1943)

Одного вечора Елеонор була серед глядачів у Pasadena Playhouse, тоді її помітив розвідник талантів Warners Bros Ірвінг Кумін. Він запропонував пройти тест, після чого студія підписала з Елеонор довгостроковий контракт у червні 1941 року.
Того року її взяли на роль у фільмі «Вони померли в чоботях», але її сцени були видалені. Кінодебютом стала роль медсестри Раян у короткометражному фільмі «Солдати в білому» в 1942 році.
Елеонор Паркер взяла участь у зйомках фільмів «Рев автобусів» (1942) і «Таємничий лікар» (1943), а також виконала невелику роль у «Відрядженні до Москви» (1943). Її вражаюча гра привернула увагу студії Warner Bros. Таким чином, коли Джоан Леслі була недоступна для фільму «Рапсодія в блакитному», Паркер її замінила у стрічці «Між двома світами» (1944), де вона виконала роль дружини персонажа, зігравши дружину героя Пола Генрейда.
Елеонор Паркер виконувала ролі другого плану у фільмах «Нічний злочин» (1944) і «Останній проїзд» (1944), потім отримала головну роль із Деннісом Морганом у фільмі «Сама думка про тебе» (1944), замінивши Іду Лупіно.
Елеонор Паркер була двічі відсторонена Warners за відмову зніматися у фільмах – у Stallion Road (де її замінила Алексіс Сміт) і Love and Learn .
Вона зняла комедію «Голос черепахи» (1947, яка сьогодні виходить під назвою One for the Book) з Рональдом Рейганом і знялася в екранізації «Жінки в білому» (1948).

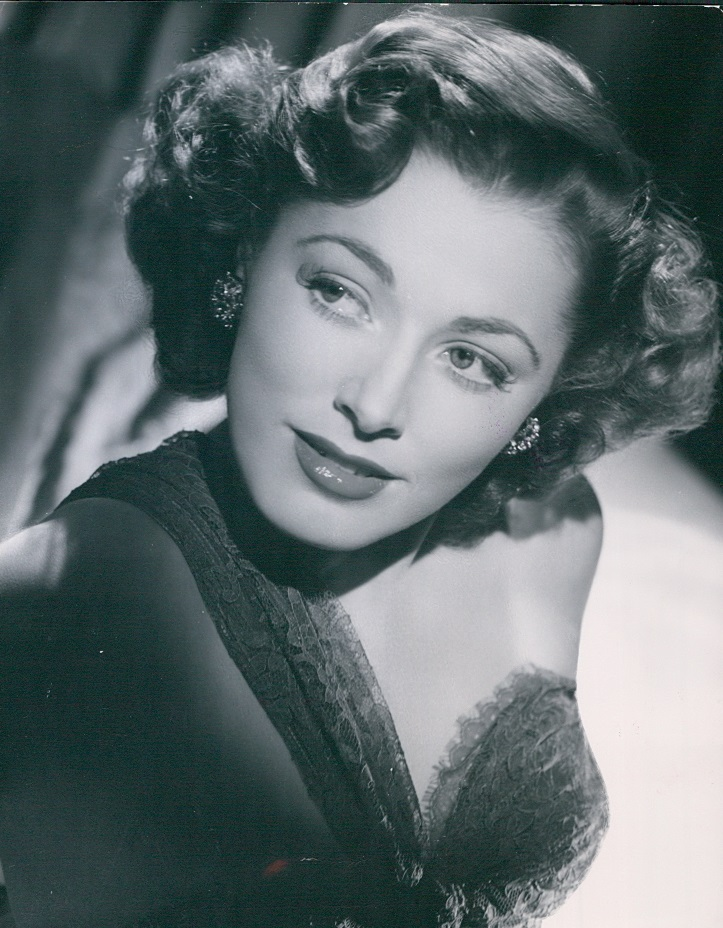
Паркер у 1948 році

Потім у Паркер було два роки перерви, з цей час вона вийшла заміж і народила дитину. Вона відмовилася від ролі у фільмі «Спешне серце» (1949), яку вона хотіла зробити, але це означало б поїхати до Англії, і вона не хотіла залишати свою дитину одну протягом першого року життя. «Я, напевно, отримувала зарплату лише за півроку протягом 1947 і 1948 років, але я не можу про це пошкодувати», — сказала вона.
Паркер почула про «Клітку» (1950), фільм, який Уорнерс знімав про жінку у в'язниці, і хотіла отримати роль. Після того як вона отримала бажане, виграла Кубок Вольпі 1950 року як найкраща актриса на Венеціанському кінофестивалі та була номінована на премію «Оскар».
У лютому 1950 року Паркер покинула Warner Bros., пропрацювавши там восьмирічний контракт.

### Парамаунт
У 1951 році Елеонор Паркер уклала угоду з Paramount на річний контракт із забезпеченням можливості зніматися в інших студійних проектах. Ця угода розпочалася з фільму «Детективна історія» (1951), режисера Вільяма Вайлера. У цьому фільмі вона виконала роль Мері Маклеод, дружини, яка не розуміє психічного стану свого нестабільного чоловіка-детектива, виконаного Кірком Дугласом.

Елеонор Паркер була номінована на «Оскар» у 1951 році за свою гру, яка на сьогоднішній день залишається найкоротшою виставою, яку номінували в цій категорії.

### MGM
Після «Детективної історії» Паркер зіграла актрису, закохану в лихого дворянина (у виконанні Стюарта Ґрейнджера) у «Скарамуші» (1952), роль, спочатку призначену для Ави Гарднер. MGM зняла разом з нею біографічний фільм про підполковника Пола В. Тіббетса молодшого (Роберт Тейлор), пілота літака, який скинув атомну бомбу на Хіросіму. Коли Паркер знімала фільм «Втеча з форту Браво» (1953), вона підписала п'ятирічний контракт з MGM.

Є відомість про Елеонор Паркер як про зірку фільмів «Мій найінтимніший друг» і «Один ще раз», створених за сценарієм Рут Гордон і Гарсона Каніна, проте жоден з цих фільмів так і не був випущений. Після цього Елеонор Паркер повернулася до студії «Парамаунт» і зіграла роль нареченої у 1901 році в фільмі «Голі джунглі» (1954), де її партнером був Чарлтон Гестон. Режисером цього фільму був Байрон Хаскін, а продюсером — Джордж Пел.
Її назвали зіркою фільмів «Мій найінтимніший друг» і «Один ще раз» створених за сценарієм Рут Гордон і Гарсона Каніна, проте жоден з цих фільмів так і не був випущений. Після цього Елеонор Паркер повернулася до студії «Парамаунт» і зіграла роль нареченої у 1901 році в фільмі «Голі джунглі» (1954), разом із Чарлтоном Гестоном.
Режисером цього фільму був Байрон Хаскін, а продюсером — Джордж Пел.

«Я стверджую, що якщо ви працюєте, вірите в себе і робите те, що вам підходить, не зважаючи на інших, шлях відкривається» — ці слова висловила Елеонор Паркер у 1953 році.
«Під цим я не маю на увазі просто сидіти склавши руки. У Warners досі є багатокілометровий список моїх відсторонень за відмову від певних частин. У будь-якому випадку, я ніколи не знімалася у вестерні. Жодного разу. Це теж окупилося».
В інтерв'ю 1954 року вона сказала, що її улюбленими фільмами були «Клітка» та «Детективна історія», а найменш улюбленими — «Ланцюгова блискавка», «Ніколи не втікай від мене», «Валентіно» та «Жінка в білому». Вона мала зобов'язання зніматися в двох фільмах на рік в MGM і один на рік на Paramount.
MGM дав роль оперної співачки Марджорі Лоуренс у фільмі «Перервана мелодія» (1955). Це роль принесла Паркер третю номінацію на Оскар; пізніше вона сказала, що це її улюблений фільм.
Також у 1955 році Паркер з'явилася в екранізації лауреата Національної книжкової премії « Людина із золотою рукою» (1955), яку зняв режисер Отто Премінгером, і яка вийшла під брендом United Artists . У цьому фільмі вона виконала роль Зош, жінки, що користується інвалідним візком та є дружиною головного героя, потенційного джазового барабанщика, грати якого має Френкі Машина (Френк Сінатра).
Також у 1955 році Елеонор Паркер з'явилася в екранізації лауреата Національної книжкової премії «Людина із золотою рукою» (1955), яку зняв режисер Отто Премінджер, і яка вийшла під брендом United Artists. У цьому фільмі вона виконала роль Зош, жінки, що користується інвалідним візком та є дружиною головного героя, потенційного джазового барабанщика, грати якого має Френкі Машина (Френк Сінатра).
Тоді вона повернувся в MGM для двох фільмів, обох драм: Ліззі (1957), у головній ролі, як жінка з роздвоєнням особистості; Сьомий гріх (1957), ремейк «Розмальованої вуалі» . Обидва фільми провалилися в прокаті.

### Фільми, перехід на телебачення та театр
Паркер виступила на підтримку Френка Сінатри в популярній комедії «Дірка в голові» (1959). Вона повернулася до MGM для фільму «Додому з гори» (1960), де знялася разом із Робертом Мітчемом, а потім зіграла Лану Тернер у ролі Констанс Россі у фільмі «Повернення на Пейтон Плейс», продовженні популярного фільму 1957 року 1961 року.
У 1960 році відбувся її дебют на телебаченні. «Я шукаю якісну історію та частини, які, на мою думку, будуть хорошими чи веселими. Люди казали мені, що я божевільна, коли знялася в фільмах „Дірка в голові“ та „Додому з пагорба“, але обидві ці картини мені сподобалися. Я знімалася в достатньо поганих фільмах, коли була за контрактом — тому що мені сказали їх робити. Тепер я не хочу працювати, якщо у мене немає віри в роль. Це не має нічого спільного з бажанням бути знаменитим чи чимось подібним».
Роль баронеси Ельзи фон Шредер у фільмі «Звуки музики» принесла Елеонор Паркер найбільшу визнаність на екрані, і цей мюзикл отримав «Оскар» в 1965 році.
У 1966 році вона зіграла вдову-алкоголічку в кримінальній драмі «Попереджувальний постріл», розвідницю талантів, яка виявляє голлівудську зірку в «Оскарі». З кінця 1960-х років вона зосередилася на телевізійних ролях.

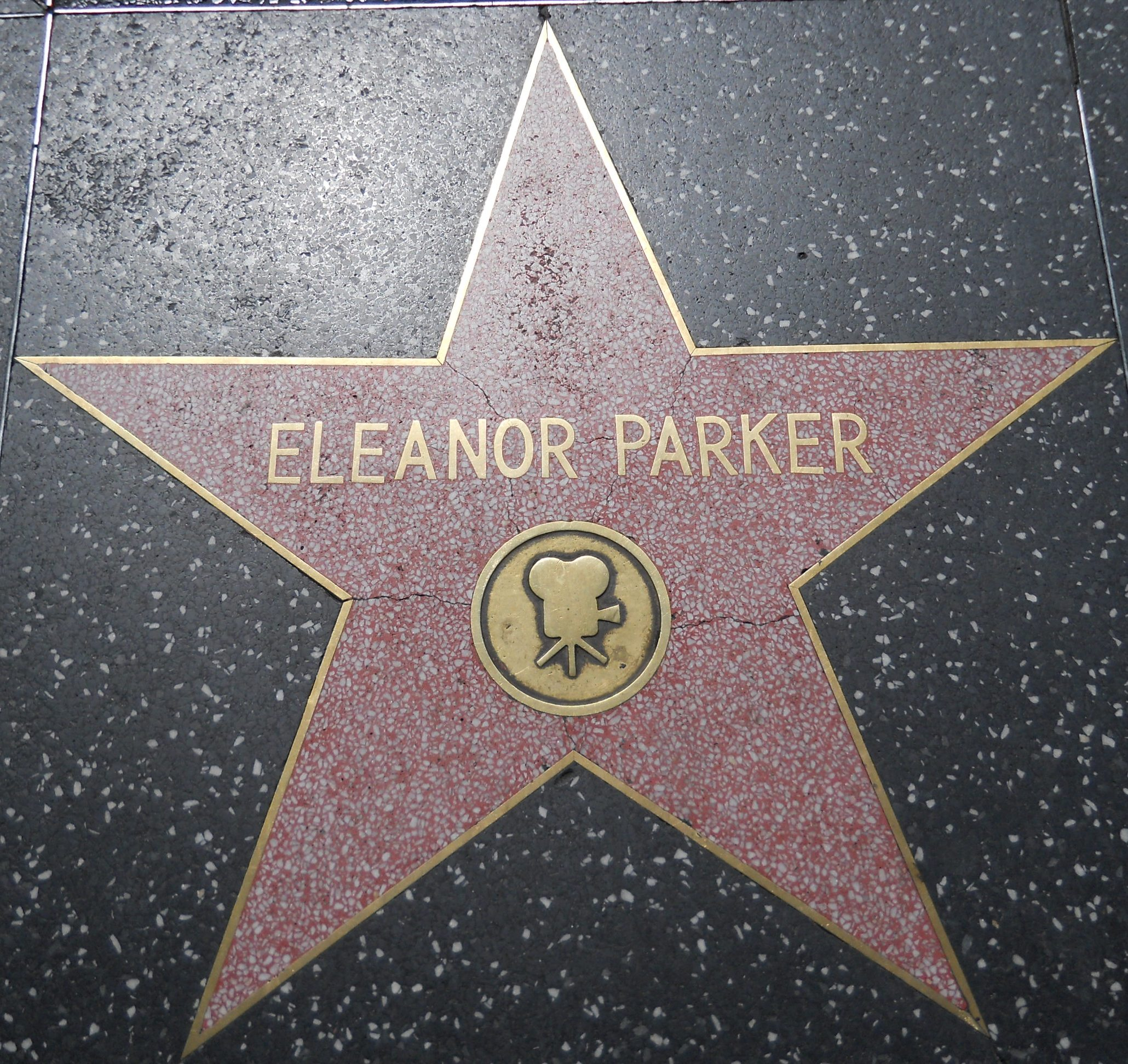
Зірка на Голлівудській алеї слави

У 1963 році Елеонор Паркер з'явилася в медичній драмі «Одинадцята година» в епізоді «Чому я стала такою холодною?», за яку вона була номінована на премію «Еммі» як найкраща актриса в першого плану. У 1964 році вона з'явилася в епізоді «A Land More Cruel» на Breaking Point .

У 1969—1970 роках Паркер зіграла головну роль у телесеріалі «Світ Бракена», за яку була номінована на премію «Золотий глобус» як найкраща телевізійна актриса в стилі драма. «Я хотіла знятися в серіалі, щоб залишитися на місці», — сказала вона. «Кожен фільм, який мені пропонують, знімається в Європі, Азії чи десь там. Я втомилася бігати».

Паралельно з телевізійною кар'єрою Паркер знялася в ряді театральних постановок, у тому числі в ролі Марго Ченнінг в «Оплесках», бродвейській музичній версії фільму "Все про Єву ".
За свій внесок у кіноіндустрію Елеонор Паркер була удостоєна зірки на Голлівудській алеї слави.

## Особисте життя
Паркер була одружена чотири рази:
- Фред Лозі – одружилися в березні 1943 р., розлучилися в 1944 р.
- Берт Е. Фрідлоб – одружилися в 1946 р., розлучилися в 1953 р.; в шлюбі народилося троє дітей.
- Пол Клеменс, американський художник-портретист – одружилися 1954 р., розлучилися 1965 р.; у шлюбі народилася одна дитина, актор Пол Клеменс.
- Раймонд Н. Гірш – одружилися в 1966 році.[16]

Елеонор Паркер була бабусею актора Чейза Паркера .
Паркер виховувалася як протестант, а згодом прийняламесіанський юдаїзм, форму християнства, яка набула деяких єврейських рис, сказала у серпні 1969 року оглядачу газети New York Daily News Кей Гарделла: «Я думаю, що всі ми євреї в душі… Я давно хотіла навернутися». Вона підтримувала месіанського єврейського філософа, вчителя та коментатора Роя Мастерса, власника Фонду людського розуміння в Грантс-Пасс, штат Орегон.

## Смерть
Елеонор Паркер померла 9 грудня 2013 року в медичному закладі в Палм-Спрінгс, штат Каліфорнія, від ускладнень пневмонії. Їй було 91. Після смерті її кремували, а прах поховали в меморіальному парку Форест-Лон, Голлівуд-Хіллз, лот 3799, «Вічна любов», за сюжетом її чоловіка Реймонда Гірша, який помер у вересні 2001 року. 

## Фільмографія

### Кіно і телебачення
| Рік       | Назва                               | Роль                             | Примітки |
| --------- | ----------------------------------- | -------------------------------- | --- |
| 1941      | Вони померли в чоботях              | розрядна частина                 | сцени видалено |
| 1942      | Великий удар                        | Телефонний оператор              | голос, не вказаний |
| 1942      | Ревуть автобуси                     | Норма                            | |
| 1942      | Солдати в білому                    | Медсестра Райан                  | коротка роль |
| 1942      | Люди неба                           | Місіс Френк Біклі                | коротка роль |
| 1942      | Дні водевілю                        | Коллін                           | немає в титрах коротка тема                                                                                            |
| 1943      | Таємничий лікар                     | Летті Карстерс                   | |
| 1943      | Місія до Москви                     | Емлен Дейвіс                     | |
| 1943      | Пункт призначення Токіо             | Дружина Майка на записі          | голос, не вказаний |
| 1944      | Між двома світами                   | Енн Бергнер                      | |
| 1944      | Атлантік Сіті                       | Купання красуні                  | немає в титрах |
| 1944      | Злочин вночі                        | Ірен Карр                        | |
| 1944      | Остання поїздка                     | Кітті Келлі                      | |
| 1944      | Сама думка про тебе                 | Джанет Вілер                     | |
| 1944      | Голлівудська їдальня                | Сама себе                        | камео |
| 1945      | Гордість морської піхоти            | Рут Хартлі                       | |
| 1946      | Людської неволі                     | Мілдред Роджерс                  | |
| 1946      | Ніколи не говори — "Прощавай        | Елен Гейлі                       | |
| 1947      | Ніколи не втікай від мене           | Фенелла Маклін                   | |
| 1947      | Завжди разом                        | Сама себе                        | камео, немає в титрах                                                                                                  |
| 1947      | Голос черепахи                      | Саллі Міддлтон                   | |
| 1948      | Жінка в білому                      | Лорі Ферлі Енн Кетрік            | |
| 1949      | Це чудове відчуття                  | Сама себе                        | камео, немає в титрах                                                                                                  |
| 1950      | Ланцюгова блискавка                 | Джоан «Джо» Холловей             | |
| 1950      | У клітці                            | Марі Аллен                       | |
| 1950      | Три секрети                         | Сьюзан Адель Коннорс Чейз        | |
| 1951      | Валентино                           | Джоан Карлайл Сара Грей          | |
| 1951      | Мільйонер для Крісті                | Крістабель «Крісті» Слоун        | |
| 1951      | Детектив                            | Мері Маклеод                     | |
| 1952      | Скарамуш                            | Ленор                            | |
| 1952      | Над і за межами                     | Люсі Тіббетс                     | |
| 1953      | Втеча з форту Браво                 | Карла Форестер                   | |
| 1954      | Голі джунглі                        | Джоанна Лейнінген                | |
| 1954      | Долина Царів                        | Енн Барклі Мерседес              | |
| 1955      | Багато річок для переходу           | Мері Стюарт Черн                 | |
| 1955      | Перервана Мелодія                   | Марджорі Лоуренс                 | |
| 1955      | Людина із золотою рукою             | Машина Зош                       | |
| 1956      | Король і чотири королеви            | Сабіна Макдейд                   | |
| 1957      | Ліззі                               | Єлизавета Ліззі Бет Річмонд      | |
| 1957      | Сьомий гріх                         | Керол Карвін                     | |
| 1959      | Діра в голові                       | Елоїза Роджерс                   | |
| 1960      | Додому з гори                       | Ханна Ханікутт                   | |
| 1960      | Гравець, черниця і радіо            | Сестра Цецелія                   | |
| 1961      | Повернення до Пейтон Плейс          | Конні Россі                      | |
| 1961      | Медісон авеню                       | Енн Тремейн                      | |
| 1962      | Шах і мат                           | Меріон Бенніон Гассі Хілл        | епізод: «Відродження Гассі Хілл»                                                                                       |
| 1963      | Одинадцята година                   | Конні Фолсом                     | епізод: «Чому я став таким холодним?»                                                                                  |
| 1963      | Боб Хоуп представляє театр Chrysler | Ферн Селман                      | епізод: «Сім миль поганої дороги»                                                                                      |
| 1964      | Тривожна кнопка                     | Луїза Гарріс                     | |
| 1964      | Театр крафт-саспенс                 | Доріан Сміт                      | епізод: «Лицарський гамбіт»                                                                                            |
| 1965      | Звуки музики                        | Баронеса Ельза Шредер            | |
| 1965      | Конвой                              | Кейт Фаулер                      | епізод: «Lady on the Rock»                                                                                             |
| 1966      | Оскар                               | Софі Кантаро                     | |
| 1966      | Американська мрія                   | Дебора Келлі Роджак              | |
| 1967      | Попереджувальний постріл            | Місіс Доріс Растон               | |
| 1967      | Тигр і кицька                       | Есперія Вінченціні               | |
| 1968      | Людина з U.N.C.L.E.                 | Маргітта Кінгслі                 | епізод: «Справа про сім чудес світу»; вийшов у кінотеатри під назвою «Як викрасти світ».                               |
| 1969      | Око кота                            | Тітка Денні                      | |
| 1969      | Ганс Брінкер                        | Дам Брінкер                      | |
| 1969      | Світ Бракена                        | Сільвія Колдуелл                 | епізоди 1–16 |
| 1971      | Можливо, я приїду додому навесні    | Клер Міллер                      | телефільм |
| 1971      | Зникла                              | Сью Грір                         | телефільм |
| 1972      | Коло Страху                         | Паула Берджесс                   | епізод: «Напівсмерть»                                                                                                  |
| 1972      | Додому на свята                     | Алекс Морган                     | телефільм |
| 1973      | Великий американський конкурс краси | Пеггі Лоурі                      | телефільм |
| 1975      | Вгадай, хто прийде на обід          | Крістін Дрейтон                  | телевізійний пілот |
| 1978      | Hawaii Five-O                       | Місіс Кінкейд                    | епізод: «The Big Aloha»                                                                                                |
| 1978      | Ублюдок                             | Леді Емберлі                     | телефільм |
| 1979      | Сонячний опік                       | Пані Торен                       | |
| 1979      | Вона одягнена, щоб вбивати          | Регін Дантон                     | телефільм |
| 1980      | Одного разу шпигун                  | Леді                             | телефільм |
| 1980      | Vega$                               | Лорі Бішоп                       | епізод: «Смертельна жертва»                                                                                            |
| 1981      | Мадам X                             | Кетрін Річардсон                 | телефільм |
| 1979–1982 | Човен кохання                       | Розі Стрікленд Алісія Бредбері   | епізод: «Пам'ятна сукня» епізод: «Історія Бадді та Порші/Історія Джулі/Історія Керол та Дага/Історія Пітера та Алісії» |
| 1977–1983 | Острів фантазії                     | Пеггі Етвуд Юніс Холландер Бейнс | епізод: «Nurses Night Out» епізод: «Вчорашня любов/Фонтан молодості» епізод: «Пілот»                                   |
| 1983      | Готель                              | Леслі                            | епізод: «Пропозиція»                                                                                                   |
| 1984      | Шукач втрачених кохань              | Нора Спенсер                     | епізод: «Подарунок» |
| 1986      | Вбивство, написала вона             | Меггі Терроу                     | епізод: «Stage Struck»                                                                                                 |
| 1991      | Мертвий на гроші                    | Кетрін Блейк                     | телефільм |

### Театральні титри
- Оплески (1972)
- Ніч ігуани (1976) – Театр Ахмансон
- Пал Джоуї (1976) – замінено під час попереднього перегляду[18]

### Виступи на радіо
| Рік  | програма        | Епізод             | Прим.  |
| ---- | --------------- | ------------------ | ------ |
| 1954 | Радіотеатр Люкс | Детективна історія | [ 19 ] |

## Нагороди та номінації
| Нагорода                   | Категорія                                         | Рік  | Робота            | Результат |
| -------------------------- | ------------------------------------------------- | ---- | ----------------- | --------- |
| Нагороди Академії          | Найкраща жіноча роль                              | 1951 | У клітці          | Номінація |
| Нагороди Академії          | Найкраща жіноча роль                              | 1952 | Детектив          | Номінація |
| Нагороди Академії          | Найкраща жіноча роль                              | 1956 | Перервана Мелодія | Номінація |
| Золотий глобус             | Найкраща телевізійна актриса — драма              | 1970 | Світ Бракена      | Номінація |
| Прайм-тайм премії Еммі     | Видатний одиночний виступ актриси в головній ролі | 1963 | Одинадцята година | Номінація |
| Laurel Awards              | Найкраща жіноча зірка                             | 1958 | —                 | Номінація |
| Laurel Awards              | Найкраща жіноча зірка                             | 1959 | —                 | Номінація |
| Laurel Awards              | Найкраща жіноча зірка                             | 1960 | —                 | Номінація |
| Венеційський кінофестиваль | Кубок Вольпі за найкращу жіночу роль              | 1950 | У клітці          | Перемога  |